# Eumenidiopsis subtilis
Eumenidiopsis subtilis är en stekelart som först beskrevs av Giordani Soika 1939.  Eumenidiopsis subtilis ingår i släktet Eumenidiopsis och familjen Eumenidae. Inga underarter finns listade i Catalogue of Life.